# 인도양의 진주목걸이
인도양의 진주목걸이(영어: The String of Pearls)는 2004년 미국 정치학자들이 제안한 지정학적 가설이다. 중국 본토에서 아프리카의 뿔의 포트수단까지 뻗어 있는 해양 통신선을 따라 있는 중국의 군사 및 상업 시설 간 관계 네트워크를 의미한다. 이 구간의 해로는 만데브 해협, 믈라카 해협, 호르무즈 해협, 롬복 해협 등 여러 주요 해상 요충지와 소말리아의 기타 전략 해양 중심지, 파키스탄, 스리랑카, 방글라데시, 몰디브 등 남아시아 해안 국가를 통과한다.
이 용어는 국방 분석가들에 의해 만들어진 것으로, 중국의 해양 통신 노선을 따라 중국 본토에서 수단까지 이어지는 중국의 군사 및 상업 시설 및 관계를 설명하는 데 쓰인다.
이러한 "진주 목걸이"는 중국이 개발하거나 투자하고 있는 항구 및 기타 시설로, 파키스탄의 과다르, 스리랑카의 함번토타 등이 포함된다. 중국이 에너지 노선을 확보하고 지역에서의 전략적 영향력을 강화하려는 것으로 보이는 이 개념은 인도양 연안 국가들과 인도, 미국 등의 주요 국가들 사이에서 우려를 불러일으켰다.
인도의 많은 평론가들은 이 계획이 중국-파키스탄 경제 회랑 및 시진핑 중국 공산당 총서기의 중국 일대일 로 이니셔티브의 다른 부분과 함께 인도의 국가 안보에 위협이 된다고 믿고 있다. 그러한 시스템은 인도를 포위할 것이며 인도의 권력 투사, 무역 및 잠재적으로 영토 보전을 위협할 것이다. 더욱이, 인도의 전통적이었던 파키스탄 과 과다르 항구 에 대한 중국의 지원은 위협으로 간주되며, 중국이 과다르에 해외 해군 군사 기지를 개발할 수 있다는 두려움이 더욱 가중되어 중국이 인도양에서 원정전을 수행할 수 있게 될 수 있다. 지역. 동쪽에서는 심해항인 차우크퓨( Kyaukpyu )도 비슷한 우려의 시선을 받고 있다. 중국의 계획과 그것이 뉴델리에 미치는 안보 영향에 대한 최초의 포괄적인 학술 분석은 현역 인도 해군 장교에 의해 2008년 2월에 수행되었다. 2008년 12월부터 인도양에 중국의 해적 퇴치 해군 배치가 시작되고 2017년 8월 지부티에 첫 해외 군사 기지가 인수되기 전에 인도 정책 입안자들은 중국의 인도양에 "영구적인 군사 주둔"을 예측한 그의 분석을 인도 정책 입안자들이 검토하고 있다. 예지력이 있어서. 이에 따라 인도는 위협에 대응하기 위해 다양한 형태의 움직임을 보이고 있다.
지정학적 개념이라는 용어는 2005년 미국 국방부 내부 보고서 "아시아의 에너지 미래"에서 처음 사용되었다. 이 용어는 또한 남부 아시아 전역에 걸친 대규모 중국의 일대일로 프로젝트에 대한 인도의 우려를 강조하기 위해 인도의 지정학적 및 외교 정책 서술에서 널리 사용된다. EUISS 에 따르면 미국, 인도, 호주, 일본으로 구성된 4각 안보 대화 (4자 안보 대화)의 형성은 인도-태평양 지역에 대한 중국의 적극적인 외교 및 안보 정책의 직접적인 결과이다.
진주목걸이의 출현은 항구와 비행장에 대한 접근성을 높이고, 군대를 확장 및 현대화하며, 무역 상대국과의 외교 관계를 강화하기 위한 공동의 노력을 통해 중국의 지정학적 영향력이 커지고 있음을 나타낸다. 중국 정부는 중국의 급성장하는 해군 전략이 전적으로 평화적이며 지역 무역 이익을 보호하기 위한 것이라고 주장한다. 중국 공산당 총서기 후진타오 와 시진핑 은 중국이 결코 대외 관계에서 패권을 추구하지 않을 것이라고 주장했다. 2013년 기준 The Economist 는 또한 중국의 움직임이 본질적으로 상업적이라는 것을 발견했다. 중국의 행동이 인도양에서 중국과 인도 사이에 안보 딜레마를 조성하고 있다고 주장되어 왔지만 일부 분석가들은 중국의 근본적인 전략적 취약성을 지적하면서 이에 대해 의문을 제기해 왔다.

## 문제점
- 지정 항구의 증가로 인한 군사적 및 전략적 영향력 강화[1]: 중국의 "진주"는 중국이 인도양 지역에서 군사적 및 전략적 영향력을 강화하고자 하는 시도를 나타낸다. 이러한 항구들은 중국의 해군 활동과 군사적 프로젝트를 지원할 수 있으며, 이로 인해 중국의 군사적 영향력이 확대될 우려가 있다.
- 해양 안보에 대한 우려: "진주"는 중국의 인도양 지역에서의 근거지를 늘리고, 중국의 해양 안보 관심을 높이는데 기여할 수 있다. 이는 인도양 지역의 다른 국가들과의 관계에서 긴장을 증가시킬 수 있으며, 군사적 충돌의 가능성을 증가시킬 수 있다.
- 지역 안정성에 대한 우려: 중국의 "진주"는 인도양 지역에서의 지역 안정성에 영향을 미칠 수 있다.[15] 중국의 영향력 증대는 기존의 국제 질서에 도전할 수 있으며, 이로 인해 지역 내 갈등과 긴장이 증가할 수 있다.
- 소유권 분쟁과 관련된 우려: 중국의 항구 개발 및 투자는 인도양 지역에서의 소유권 분쟁을 촉발할 수 있다.[16] 특히 중국의 투자가 기존의 지역 갈등을 심화시킬 수 있으며, 이로 인해 지역 간 갈등과 분쟁이 증가할 가능성이 있다.[17]
- 국제 통제 및 감시의 부족: 중국의 "진주"는 국제 사회에서 중국의 행동을 감시하고 규제할 수 있는 메커니즘의 부족을 드러낸다. 이는 중국의 행동을 제약하고 국제 규범을 준수하도록 유도하는 것이 어려울 수 있다는 우려를 야기한다.[16]

## 묘사
이론상 '진주'는 현재 또는 잠재적인 중국의 해외 군사 기지, 대규모 인프라 프로젝트, 경제 회랑, 항구 또는 해당 지역에서 중국의 지정학적 이점이 있는 기타 도시 또는 지역을 의미한다. 이 "진주"는 미국과 인도의 전략가에 의해 지정되었다. 이 진주의 시조 "끈"은 중국 해군이 해상 경로를 통해 이 구역들을 연결할 가능성을 나타낸다. 중국 정치 연구자들은 자신들의 지정학적, 외교적 전략을 설명하기 위해 진주 목걸이라는 용어를 사용하지 않고, 대신 미국에서는 '악의적 명예훼손'이라는 용어를 사용한다.

## 기원
2004년 미국 컨설팅 회사 인 부즈 앨런 해밀턴(Booz Allen Hamilton)은 중국이 인도양 주변 지역을 따라 민간 해양 인프라를 구축하여 해군 입지를 확대하려고 시도할 것이라는 '진주 목걸이' 가설을 내놓았다. 퍼시픽 포럼(Pacific Forum)의 버지니아 마란티두(Virginia Marantidou) 연구원에 따르면, 중국은 미국과 인도가 말라카 해협을 봉쇄할 가능성이 있기 때문에 인도양의 안보 환경에 대해 큰 우려를 갖고 있다고 한다. 중국 연구자들이 '말라카 딜레마'라고 명명한 이러한 상황은 베이징의 정부 엘리트들에게 심각한 도전을 안겨주었다. David H. Shinn은 2008년에 중국이 아프리카와 중동에서 중국으로 이어지는 필수 자원 공급 라인을 보호하기 위해 해군 능력을 확장해야 할 것이라고 예측했다. 미국, 유럽, 인도의 정치 전략가들은 인도 태평양 지역에서 중국이 영향력을 행사하는 지점을 지정하기 위해 이 용어를 사용해 왔다.
지난 25년 동안 중국의 급속한 경제 발전은 해외 에너지원에 크게 의존해 왔으며, 해외 에너지원은 중국 경제의 지속적인 성장에 훨씬 더 중요할 것으로 보인다. 중국 본토와 중동 및 아프리카 해안 전역의 항구를 연결하는 해상 통신로는 중국의 에너지 안보 와 관련하여 주요 갈등의 원인이 되었다.
중국은 세계 최대의 석유 소비국이자 최대의 석유 수입국이다. 걸프 지역과 아프리카에서 수입되는 석유는 중국 전체 석유 수입의 70%를 차지하며 국내 석탄 연소 및 원자력 발전을 제외하면 중국의 가장 중요한 에너지원으로 남아 있다. 미래 수요를 충족시키기 위해 중국은 이란의 유전을 개발하고 수단에 석유 수출을 위한 파이프라인, 정유소, 항구를 건설하기 위한 다수의 장기 계약을 체결했다.
기존 생산 지역에서 석유를 해외로 운송하는 것은 가까운 미래에도 계속해서 주요 에너지 수입 방식으로 남을 것이다. 중앙아시아에서는 열악한 인프라, 정치적 불안정, 물류 문제, 부패로 인해 에너지 개발을 방해하는 등 새로운 공급 라인을 확보하려는 노력이 어려운 것으로 입증되었다.

## 시설과 국가 간 관계

### 남중국해
남중국해는 중국과 중동 산유국을 연결하는 중요한 해상 통신로로, 남중국해는 중국 정부에게 핵심 전략 지역이자 잠재적인 문제 지점이 된다. 중국 해군 함정이 남중국해 해역을 집중적으로 순찰하고 있으며, 이 지역에서 영토 분쟁이 주기적으로 발생하여 해군 대결이 벌어지고 있다.  따라서 남중국해를 통제하려는 중국의 노력은 아시아 전역에 걸쳐 권력 투사망을 구축하려는 중국 중앙 정부의 더 넓은 야망에 대한 추측에서 중요한 역할을 했다.

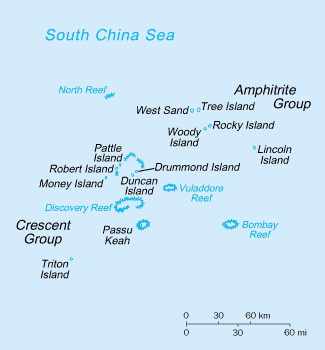
파라셀군도(群島)는 남중국해 에서 중국이 영유권을 주장하는 구역이다.

이 지역에 대한 통제력을 강화하려는 중앙 정부의 노력은 1991년 필리핀 에서 미군이 철수하면서 발생한 권력 공백 이후 본격적으로 시작되었다.  1979년 중국-베트남 전쟁 중 베트남과의 전쟁 등 주변 강대국과의 충돌이 전후 중국 외교 관계의 핵심이었음에도 불구하고, 중국 정부는 불과 지난 20년 동안 이 지역에서 자신의 영토 주장을 공격적으로 주장하기 시작했다. 이 지역에 대한 관심은 역사적으로 그곳에 존재하는 것으로 알려진 풍부한 어업 및 광물 자원으로까지 확대되었다.  그러나 이 지역의 섬은 정보, 감시, 정찰 활동을 위한 항공 및 해상 기지뿐만 아니라 중국 탄도 미사일 잠수함과 잠재적인 항공모함 기지로도 사용될 수 있다.
하이난 섬의 중국 해군 기지는 일반적으로 최초의 진주 또는 잠재적 진주로 간주된다.  최근 하이난에 수중 잠수함 기지를 건설하는 것은 이미 그곳에 위치한 대규모 시설에 더해, 남중국해에 대한 중국의 영유권 주장에 대한 통제 기지로서 하이난의 중요성이 더욱 확인된 것으로 보인다.  파라셀 제도(Paracel Islands) 에서 가장 큰 우디섬(Woody Island)은 업그레이드된 중국 활주로를 보유하고 있으며 진주로도 확인되었다. 우디 섬에 설립된 현급 도시 싼샤 (Sansha)는 스프래 틀리 제도(Spratly Islands) 에서 중국의 영유권 주장도 감독하는 사단급 수비대를 유지하고 남중국해의 중국 영유권 주장에 걸쳐 작지만 영구적인 군사 주둔을 확장한다. 선박이 말라카 해협을 완전히 우회할 수 있게 해주는 크라 지협을 가로지르는 운하 건설에 자금을 지원하기 위해 태국을 겨냥한 200억 달러 규모의 중국 제안은 또한 중국 항구와 다른 지역의 시설을 연결하는 중국 통제 통로에 대한 우려를 제기했다. 남중국해에서 인도양까지 말이다.

### 인도양
인도양의 중국 소유물은 주로 중국 기업이 소유하고 운영하는 상업 항구와 중국 중앙 정부와 합의하여 운영하는 재보급 기지로 구성된다. 두 가지 가장 큰 프로젝트는 스리랑카 함반토타에 있는 중국 자금 상업 운송 센터와 파키스탄 과다르의 페르시아 만 어귀 근처에 있는 중국이 통제하는 심해 항구로 구성되며, 이는 중국의 막대한 620억 달러 규모의 핵심이기도 하다. 중국-파키스탄 경제회랑 프로젝트. 두 곳 모두 인근 강대국, 특히 인도의 우려를 불러일으켰는데, 인도는 해안 바로 옆에 중국 기지가 줄지어 있을 가능성을 두려워하고 있다. 중국 서부와 아라비아해를 연결하는 카라코람 고속도로 와 연결된 과다르 항구는 인도 정부에게 훨씬 더 큰 우려의 대상이다. 인도 정부는 이를 인도의 안보와 경제적 이익에 반하는 중국과 파키스탄의 공모에 대한 강력한 증거로 보고 있다.

### 파키스탄

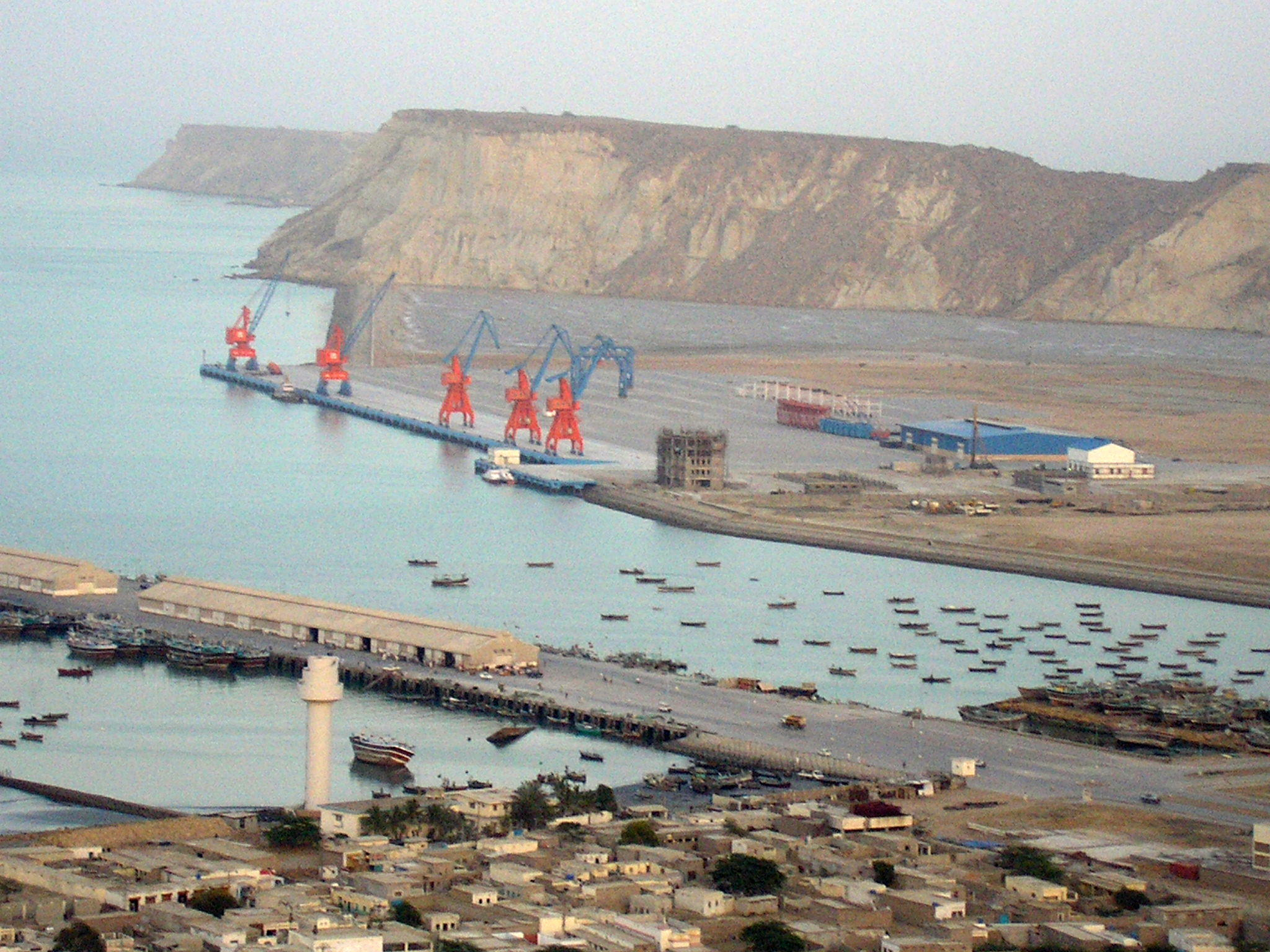
파키스탄 남서부의 과다르(Gwadar) 항구

파키스탄과 중국 모두에게 광범위한 중국 파키스탄 경제 회랑의 일부인 과다르 항구는 여러 가지 주요 이점을 제공한다. 파키스탄 정부는 과다르 항구가 현재 파키스탄 해상 무역의 90%를 처리하는 카라치 항구를 인도가 봉쇄할 가능성에 대비할 수 있는 잠재력을 갖고 있는 것으로 보고 있다. 12억 달러 규모 건설의 대부분을 자금으로 지원한 중국 중앙정부에게 과다르는 호르무즈 해협에서 불과 240마일 떨어진 곳에 위치한 중요한 전략적 거점이다.  중국 정부 관리들은 중앙아시아의 증가하는 군사화를 과다르 프로젝트 건설의 주요 동기로 구체적으로 확인했다. 2013년에는 국영 중국해외항만지주회사(China Overseas Port Holding Company)가 공식적으로 항구 운영에 대한 통제권을 부여받았고 과다르 프로젝트에 대한 중국의 영향력은 더욱 강화됐다.
"진주 목걸이" 이론에서 중요한 부분을 차지하는 항구 중 하나가 파키스탄의 과다르 항구이다. 이는 중국이 인도양 지역에서의 군사적 및 경제적 영향력을 증대시키고자 하는 노력의 일환으로 중국에 의해 개발 및 운영되고 있다.
중국의 과다르 항구는 중국과 파키스탄 간의 긴밀한 경제적 및 군사적 관계를 강화하는 열쇠적 역할을 한다. 이는 두 국가 간의 경제 협력을 촉진하고, 중국의 에너지 수송 노선을 보호하며, 중국의 해군 활동을 지원하기 위한 전략적 근거지로서의 역할을 한다.
파키스탄은 중국과의 긴밀한 관계를 통해 경제적 지원과 군사적 협력을 받고 있다. 과다르 항구의 개발은 파키스탄에 경제적 이익을 제공하며, 중국과의 군사적 협력은 파키스탄의 군사력을 강화하는 데 도움이 된다.
그러나 이러한 관계는 지역에서의 긴장을 증가시킬 수도 있다. 인도는 중국과 파키스탄의 관계를 경계하고, 이로 인해 인도와 파키스탄 간의 갈등이 심화될 수 있다. 또한 미국과 같은 다른 국가들은 중국의 인도양 지역에서의 영향력 증대를 우려하며, 이로 인해 국제 정세가 불안정해질 수 있다.
요약하자면, 중국의 "String of Pearls" 전략은 파키스탄과의 관계를 강화하고, 지역에서의 중국의 영향력을 높이는데 중요한 역할을 한다. 그러나 이는 지역 안정성에 영향을 줄 수 있으며, 지역 간의 긴장을 증가시킬 가능성이 있다.
버마와 방글라데시에서도 유사한 항구 건설 프로젝트가 진행 중이다. 중국 정부는 진주처럼 널리 알려진 방글라데시 치타공의 컨테이너 운송 시설에 자금을 지원했다. 그러나 중국에 대한 치타공의 잠재적인 군사적 역할에 대한 보고에도 불구하고 방글라데시 정부는 이 항구가 전적으로 상업적인 성격을 갖고 있다고 주장하고 군함의 출입이 금지되어 있다고 선언했다. 더욱이 방글라데시의 인도와의 긴밀한 경제적 관계와 방글라데시 인프라 프로젝트에 대한 인도의 투자 확대에 대한 합의를 고려할 때 중국에 대한 치타공의 군사적 중요성은 과장되었다. 중국은 일대일로(BRI) 소속으로 인도 안다만 섬과 니코바르 섬에서 970km 떨어진 미얀마 서해안의 차우크퓨(Kyaukphyu)에 심해항을 건설할 계획이며, 총 비용은 70억 달러로 추산된다.
전략가들은 또한 몰디브의 마라오 환초를 잠재적인 중국 군사 작전 기지로 확인했다. 인도 언론의 보도에 따르면 중국은 적어도 1999년부터 마라오에 잠수함 기지를 건설하려는 계획을 언급했다. 그러나 현재까지 몰디브에 어떤 종류의 중국군이 주둔했다는 증거는 없다. 실제로 마라오는 잠수함 작전에 필요한 복잡한 인프라 유형을 지원할 수 없다는 주장이 있다. 그리고 인도와 몰디브 간의 외교 및 군사 협력의 성격을 고려할 때 중국이 몰디브 군도를 침범할 가능성은 거의 없다. 많은 분석가들은 중국 인도양 기지가 전시에 거의 방어할 수 없기 때문에 순전히 상업적이라고 제안했다. 인도양에 항구와 기지를 건설하려는 중국의 노력 중 상당 부분은 아프리카 뿔(Horn of Africa) 에서 해적 퇴치 활동을 수행하는 중국 해군에 대한 군수 지원 협정을 공식화해야 할 필요성의 결과이다. 이런 점에서 중국 해군 전략은 인도와 서방 동맹국의 이익과 일치한다.
중국 국영기업은 수단의 수도 카르툼과 홍해의 주요 항구인 수단 항을 잇는 철도 건설도 담당하고 있다. 수단의 석유는 중국 전체 수입의 일부에 불과하지만, 중국은 막대한 석유 매장량을 활용하기 위해 수단 내 인프라 프로젝트에 100억 달러 이상을 투자했다. 포트수단에서의 중국 사업은 상당하지만 석유 수출에만 국한된다. 중국은 또한 탄자니아 바가 모요에 100억 달러 규모의 항구를 건설하고 자금을 조달하기로 합의했다. 이 항구는 2017년에 완공되어 연간 2천만 개의 선적 컨테이너를 처리할 것으로 예상된다. 중국 정부는 바가모요 항에 대한 투자가 군사력 창출을 위한 의도라는 사실을 부인했다. 중국이 지부티에 사상 최초의 해외 해군 기지를 건설했다. 중국은 2016년 2월 지부티에 6억 달러의 추정 비용을 들여 기지 건설을 시작했다. 수에즈 운하로 가는 길목의 홍해 입구인 아프리카의 뿔에 위치하여 중국에게 전략적 우위를 제공한다. 중국은 지부티 기지 임대료로 연간 2000만 달러를 지불하고 있다.

## 반응

### 중국
중국은 자신의 행동을 완전히 다른 시각으로 본다. 즉, 새로운 해상 실크로드를 강화하려는 노력이다.
중국의 경제 투자 증가로 인해 투자 대상 국가의 정치적 안정성에 대한 우려가 커졌다. 국제관계 평론가들은 이를 미국이 큰 상업적 이해관계를 갖고 있는 국가의 내부 안정과 안보에 투자하는 것에 비유했다.

### 인도
2007년에 인도 해군은 장래의 인도 해군 전략을 개괄적으로 설명하는 문서인 "인도 해양 교리"를 출판했다. 이는 호르무즈 해협부터 말라카 해협까지 활발한 인도 해군 주둔에 대한 야망을 설명한다. 더욱이, 이 교리는 국제 해운 항로를 감시하고 특히 인도양 무역의 요충지를 통제할 필요성을 명시적으로 언급한다. 2007년 인도는 모잠비크 해협을 통한 선박 이동을 더 잘 감독하기 위해 마다가스카르 북부에 두 번째 해외 군사 청취 기지를 개설했다. 인도 정부는 같은 의도로 인도 감시 항공기를 위한 활주로 건설에 관해 모리타니아와 협상을 주최하고 몰디브에 레이더 기지 건설을 조직했다.
2011년에 인도 정부는 버마 시트웨(Sittwe)에 있는 심해 항구 에 자금을 지원하겠다고 추가로 발표했다. 2013년 6월까지 운영될 예정이며, 항구와 인도를 연결하는 추가 고속도로가 2014년까지 완공될 예정이다. 시트웨(Sittwe) 항구 건설은 동남아시아에서 점점 커지는 중국의 영향력을 상쇄하기 위한 인도 측의 공동 전략의 증거로 자주 인용된다.
중국과 마찬가지로 인도도 에너지 수요를 외국 석유 생산업체에 크게 의존하고 있다. 인도 석유의 약 89%가 선박을 통해 도착하며, 석유 연소는 인도 에너지 수요의 약 33%를 제공한다. 따라서 주요 해상 통신로를 보호하는 것이 경제적 필수 요소로 인식된다. 이와 관련하여 인도는 역사적으로 인도양 전역의 불법 복제 방지 및 대테러 활동에 중점을 두어 왔다. 그 중 가장 주목할만한 것은 2010년 소말리아 해적에 맞서 인도 서부 해안을 순찰하기 위한 활동인 섬 감시 작전(Operation Island Watch)이다.

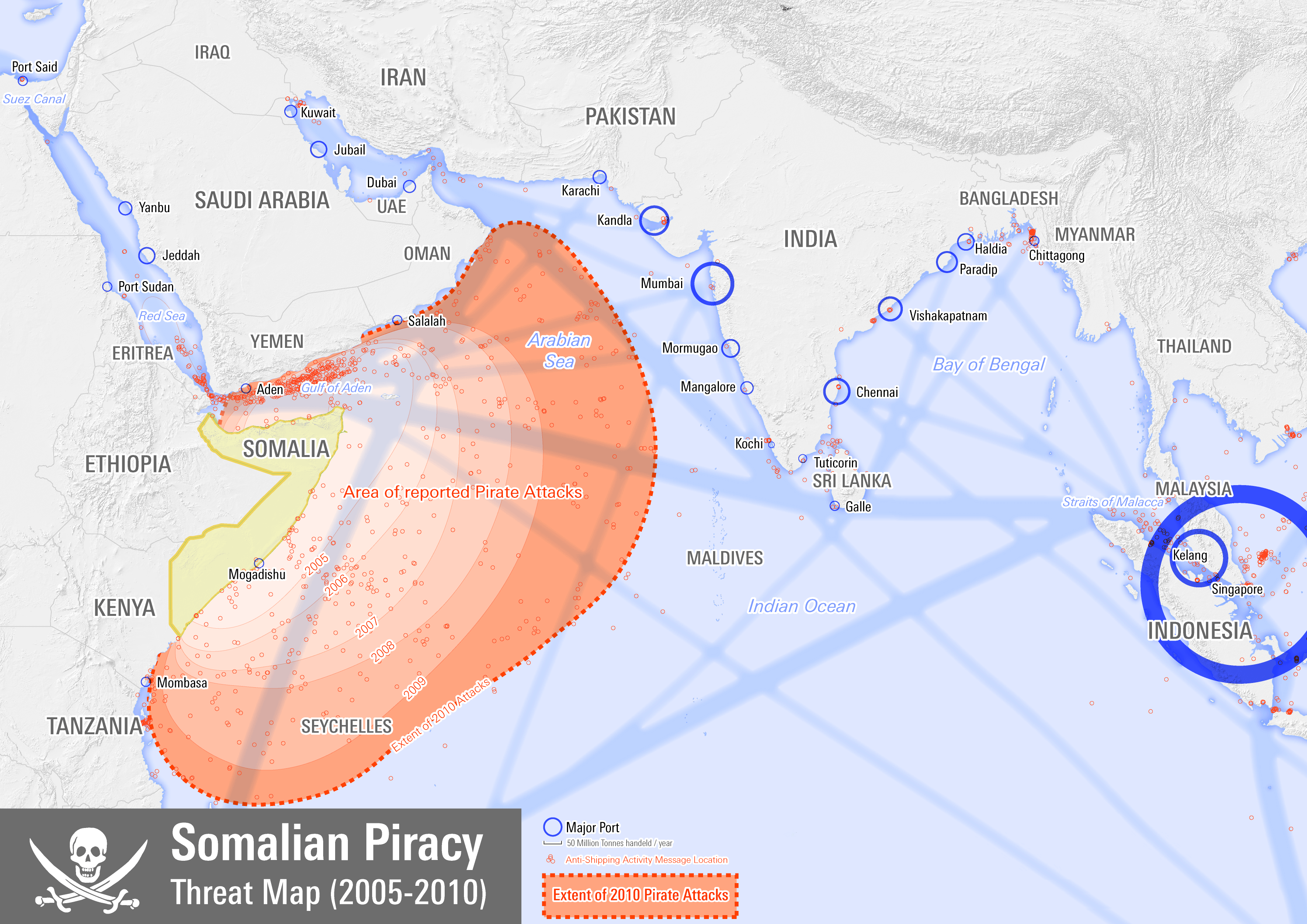
인도양 해적 행위의 범위

인도 관리들은 전통적으로 합동 군사 훈련을 공동 이익 계획, 종종 UN의 제재 하에 있는 계획으로 제한했지만 이러한 대테러 및 불법 복제 방지 노력 중 다수는 미군과 협력하여 수행되었다. 그럼에도 불구하고 남아시아의 이슬람 테러 위협에 대응하려는 미국의 새로운 관심으로 인해 인도와 미국은 보다 실질적인 군사 협력을 추진하게 되었다. 미군 관리들과 전략가들에게 있어 이러한 양국 관계의 성장은 중국의 지역 패권 위협에 대응할 수 있는 기회로 널리 인식되고 있다. 인도양에서 중국의 영향력 확대가 인도의 경제 및 군사 안보를 위협한다는 대중의 우려로 인해 중국의 부상에 맞서 양자 협력을 위한 노력이 강화되고 있다.
헤리티지재단의 중국 전문가인 딘 쳉(Dean Cheng)은 인도양에서 중국의 영향력에 맞서기 위해 미국이 인도와 계속 협력할 것을 강력히 촉구했다.
또한, 남중국해, 인도양 및 ASEAN 국가들과의 중국의 영향력 확대와 논쟁을 불러일으키는 영토, 외교 또는 상업 문제에 대응하기 위해 '다이아몬드 목걸이'로 알려진 전략이 있다. 이 전략은 특히 진주 목걸이와 뉴 실크 루트에 대응하기 위한 것이다. 인도는 베트남, 오만, 인도네시아, 일본, 몽골, 싱가포르, 세이셸 및 중앙아시아 5개 공화국과의 관계를 강화하여 육군, 공군, 해군 합동 훈련을 실시한다( 중국 참조). 다이아몬드 목걸이에는 해군 기지, 항공 통로 개발, 다자간 무역이 포함된다. 일부 인도 평론가들은 진주 목걸이를 중국의 살라미 슬라이스 전략 의 표현으로 간주한다.

### 미국
미 해군은 비교할 수 없는 전력 투사 능력과 작전 전력을 보유하고 있으며 남아시아 및 동남아시아 해역의 주요 해군 전력이다.  그러나 이 지역에서 미국의 지배력에 도전할 수 있는 "새로운 안보 개념"을 창안하려는 중국 중앙 정부의 명시적인 야심은 중국이 아시아에서 미국의 영향력에 도전하려는 더 큰 의지를 불러일으켰다. 남중국해에 대한 중국의 새로운 주장은 중국의 부상을 "지역 및 세계 안정의 제공자"로서 미국의 역할에 대한 위협으로 보는 미국 관리들에게 특히 우려되는 부분이다.
오바마 행정부의 " 아시아로의 회귀 " 전략은 특히 동아시아와 동남아시아의 기존 지역 파트너와의 외교 및 경제 관계를 강화하고 확대하여 중국을 참여시키려는 것이다. 이러한 접근 방식은 미국의 ASEAN 참여 증가와 범아시아 자유 무역 협정인 환 태평양 파트너십 형성을 위한 노력 등에서 볼 수 있듯이 다자주의를 강조했다. 그러나 미국은 또한 2006년 "Cope India" 훈련과 이와 유사한 다른 훈련에서 입증된 것처럼 이 지역에서 확장되고 보다 협력적인 군사 주둔을 모색해 왔다.  일본, 대만, 한국을 포함한 주요 지역 동맹국들과 미국의 강력한 관계는 필리핀과 같이 중국 통제에 위협을 받는 국가들과의 협력 강화를 통해 강화되었다.

### 일본

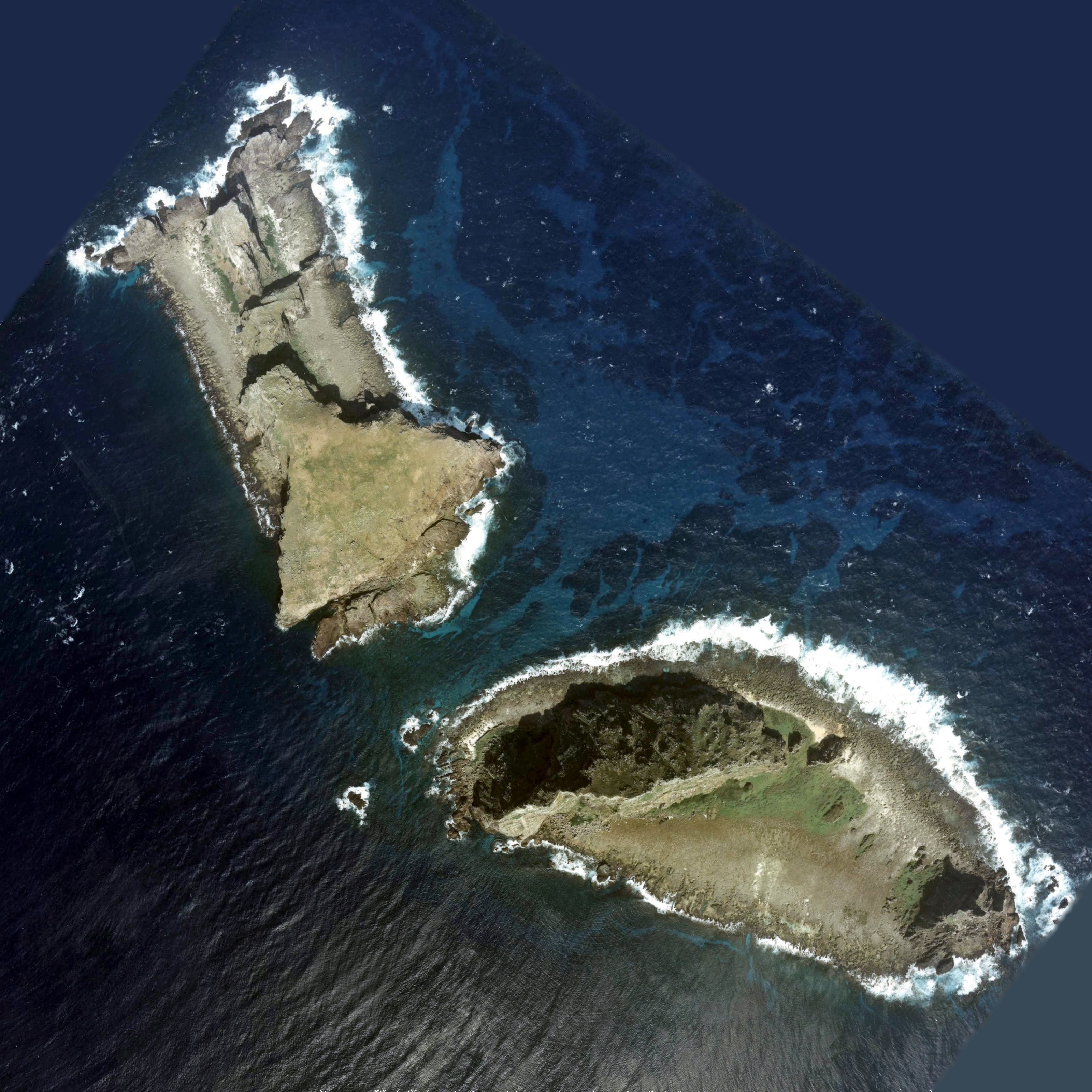
영유권 분쟁을 겪고 있는 두 개의 센카쿠 섬 – 기타코지마(왼쪽)와 미나미코지마(오른쪽)

중국 군항과 상업 항구의 상호 연결된 시스템 개발에 대한 일본의 우려는 주로 무역 이익 보호에 중점을 두고 있다. 일본이 수입하는 석유의 90%는 남중국해 항로를 통해 일본으로 유입되며, 이 지역에 대한 중국의 과도한 영향력은 일본의 경제 안보에 잠재적인 위협이 되는 것으로 간주된다. 더욱이 일본 관리들은 동아시아에서 중국의 세력 투사 능력이 더욱 광범위해질 경우 동중국해 와 필리핀해 에서 중국과 일본 사이의 영토 분쟁이 노골적인 군사 대결 지점으로 확대될 수 있다고 생각하고 있다. 특히 중국이 영유권을 주장하고 일본이 통제하고 있는 센카쿠 열도와 류큐 열도가 양국 간 핵심 마찰 지점으로 지목되고 있다. 두 섬 그룹 모두 중국 동부 해안에 위치하고 있으며 더 넓은 태평양으로 항해하는 중국 해군 및 상업 선박을 통해 항해해야 한다. 더욱이, 두 섬 그룹이 대만과 근접해 있기 때문에 대만과의 잠재적인 전쟁에서 미국 해군의 우월성을 완화하려는 중국 군사 계획가들에게 매력적인 작전 역할을 제공한다.
2010년, 부분적으로 중국과의 외교적 긴장이 고조되면서 일본은 류큐 제도에 대한 감시 및 정찰 작전 강화와 잠수함 활동에 대한 지원 증가를 주장하는 개정 국방 프로그램 지침을 발표했다.  2011년 6월 21일 미일 안보협의위원회에서 일본과 미국 정부는 대만 해협에서 미국의 강력한 해군 억지력을 유지하고 ASEAN, 호주 및 미국과의 안보 관계를 확대하겠다는 의향을 발표하는 확고한 공동 선언을 발표했다. 인도. 아베 신조 일본 총리는 중국을 경계하는 이 새로운 외교 정책이 일본과 전통적인 동맹국인 미국, 호주, 인도 사이에 '자유의 호'를 만들 수 있는 잠재력이 있다고 설명했다. 이 프로젝트는 2008년 일본과 인도 간의 안보 협력 협정에 의해 강화되었으며, 이는 지역 문제에 대한 더 큰 해양 안보 조정과 외교 협력을 요구한다.

### 호주
호주 정부는 동아시아와 동남아시아의 긴장이 고조되는 것에 대해 반복적으로 우려를 표명했으며, 국회의원과 관료들은 호주의 소위 "북방 접근 방식"의 보안이 해상 무역 및 에너지 공급 경로의 보안에 필수적이라고 보고 있다.

## 추가자료

### 중국의 지리전략
- 일대일로 이니셔티브
- 중국 세기
- 중국의 분쟁지역 목록
- 구단선
- 중국의 살라미 슬라이스 전략

### 지리전략에 대한 대응
- 블루 팀(미국 정치)
- 중국 봉쇄 정책
- 인도 태평양
- 사변형 보안 대화

### 거시관점
- 중미 관계